# Старый Уренбаш
Старый Уренбаш — село в Чердаклинском районе Ульяновской области. Входит в состав Озерского сельского поселения.
Расположено в 7 км от рабочего посёлка Чердаклы.
Название села образовалось от реки Урень и татарского слова «баш» — начало.

## История
Село основано в 1689 году, при постройке Закамской засечной черты и вошло в состав Симбирского уезда Приказа Казанского дворца.
В 1697 году уренбашскими служилыми татарами был основан Калмаюр.
В 1780 году в деревне Старой Уренбаш жило 83 служилых татар, ревизских душ, и она входила в состав Ставропольского уезда Симбирского наместничества. Рядом же находилась деревня Новой Уренбаш, служилых татар.
С 1851 года вошла в Самарскую губернию.
В 1859 году деревня Старые Уренбаши входила в состав Ставропольского уезда Самарской губернии, в которой в 44 дворах жило: 230 мужчин и 260 женщин, имелась мечеть. В одной версте от неё находилась деревня Новые Уренбаши, в которой в 15 дворах жило: 94 мужчины и 76 женщин, имелась мечеть.
На 1900 год деревня Старые Уренбаши входила в состав Озёрской волости Ставропольского уезда Самарской губернии, в которой, в 158 дворах жило: 363 муж. и 398 жен., имелась мечеть и 2 ветряные мельницы. В деревне Новые Уренбаши в 76 дворах жило: 174 муж. и 182 жен., имелась мечеть и 2 ветряные мельницы
На 1930 год деревня Старый Уренбаш была центром сельсовета, в который входили: п. Кзыл-Боирок, д. Новый Уренбаш, д. Ст. Уренбаш и ж/д будка. В Ст. Уренбаше, в 237 домах жило 1113 человек.
С 1943 года — в Чердаклинском районе Ульяновской области.

## Население
| Год  | Численность | Численность |
| ---- | ----------- | ----------- |
| 1859 | 490         | [ 8 ]       |
| 1889 | 781         | [ 9 ]       |
| 1897 | 758         | [ 10 ]      |
| 1910 | 1039        | [ 11 ]      |
| 2010 | 310         | [ 12 ]      |

## Сельский дом культуры
Заведующей Староуренбашского сельского дома культуры является Сагирова Р.Б.

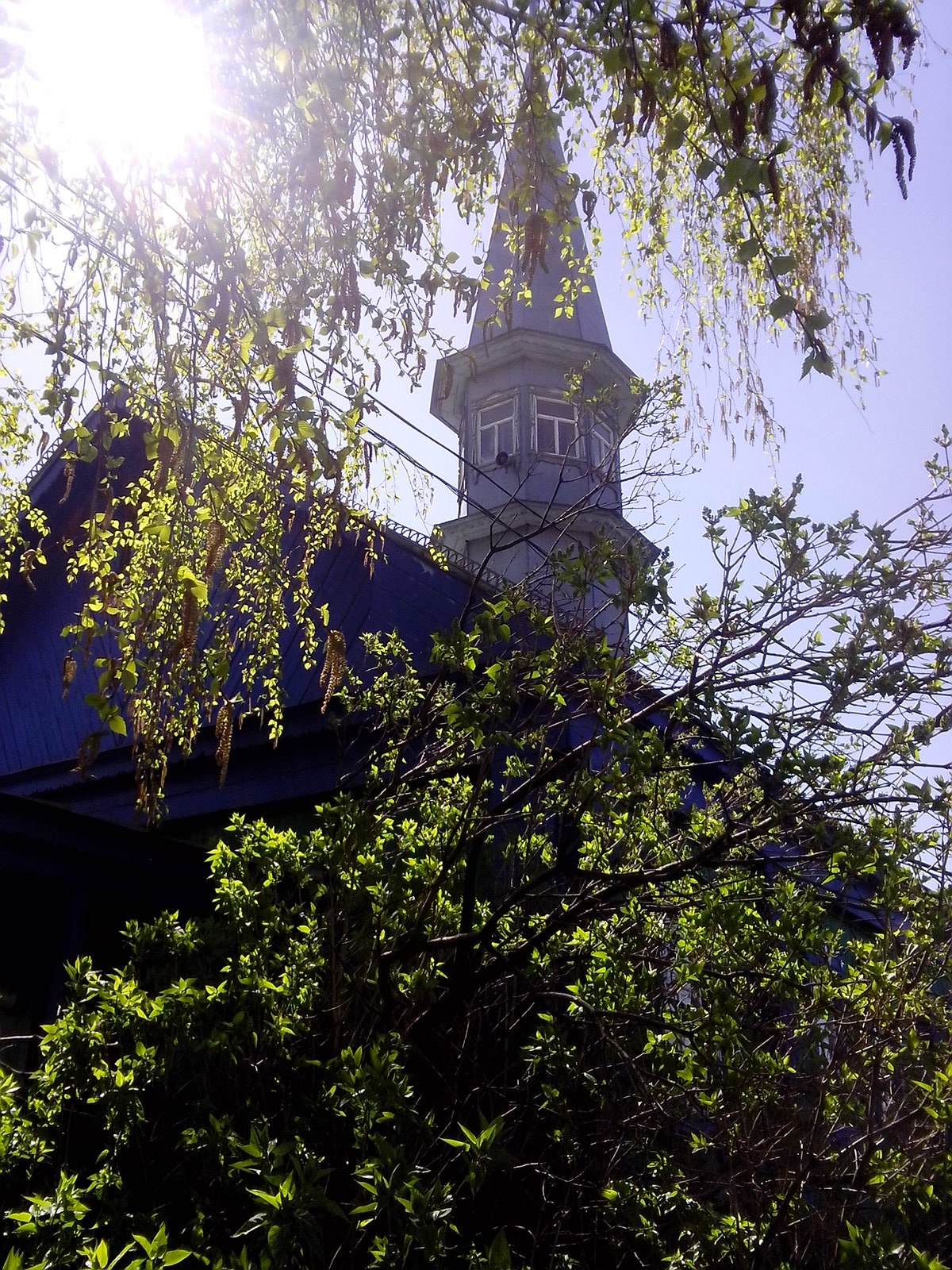
Мечеть
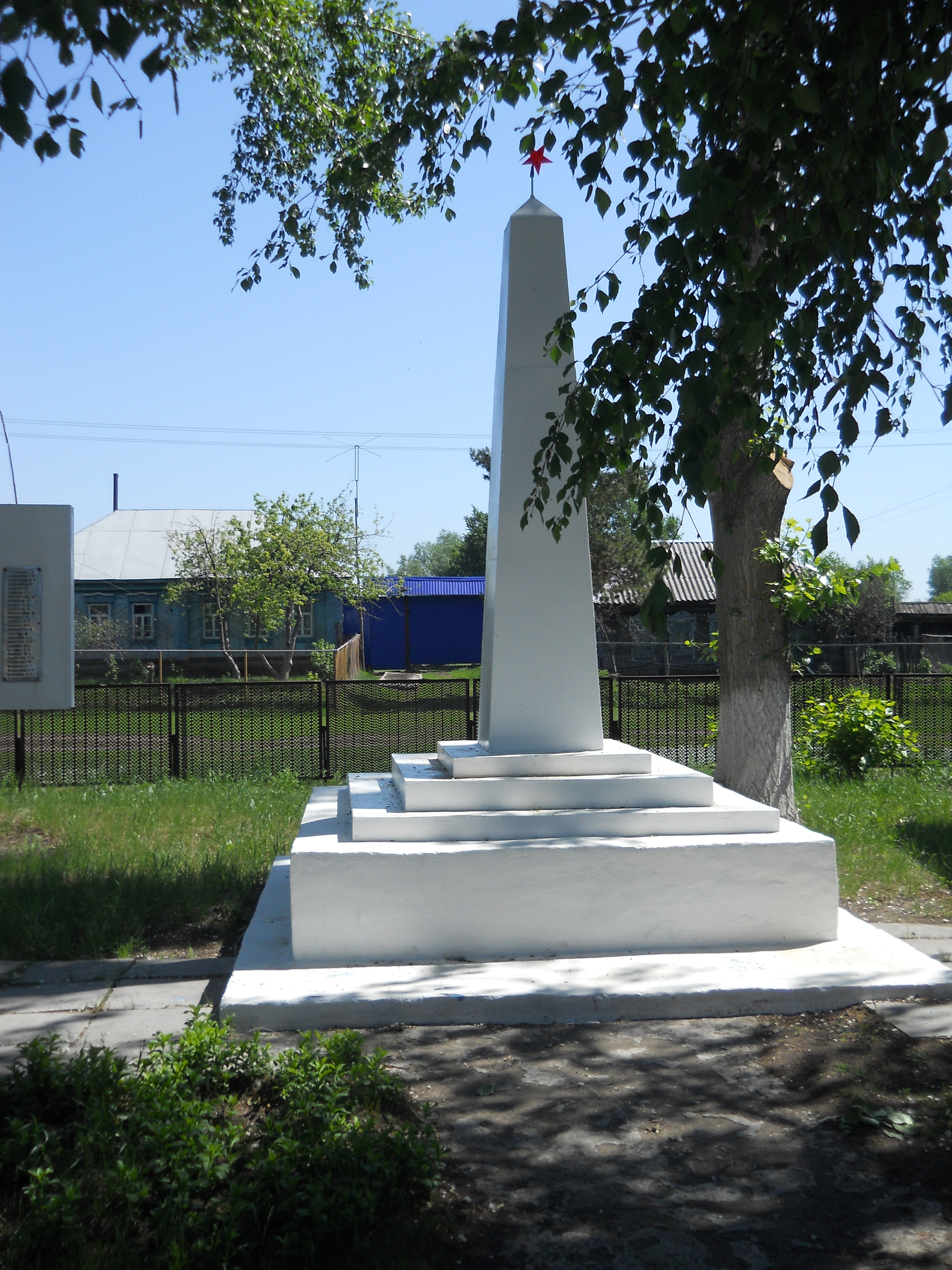
Обелиск